# Judas
A Judas a magyar Wisdom zenekar második nagylemeze, mely 2011. április elsején jelent meg Magyarországon a Nail Records gondozásában, a hazai metal magazin, a HammerWorld mellékleteként. Japánban és Amerikában még ugyanezen év szeptemberében került kiadásra. Japánban a Spinning Records, Amerikában pedig a CD InZane LLC gondozásában. A japán változaton bónuszként szerepel a Wisdom EP-n megjelent "Strain Of Madness" átírt és újra felvett verzióban, az amerikai kiadáson pedig az At The Gates kislemez "All Alone" dala újraénekelt verzióban. Csaknem másfél évvel a hazai megjelenés után, 2012. augusztus 24-én, az ausztriai székhelyű Noise Art Records is kiadta a lemezt azokban az országokban, ahol addig még nem jelent meg. Bónuszként erre a verzióra is az újraénekelt "All Alone" került fel.

## Története
A Judas stúdiófelvételei már 2009-ben elkezdődtek, az album viszont csak 2011 áprilisában jelent meg. Ennek oka, hogy Nachladal István 2007-es távozása után nem találták a megfelelő frontembert a zenekar élére. 2009-ben már külföldről kerestek valakit, akit csak arra szerződtetnek, hogy felénekelje a lemezt. Rátaláltak a Finnországban élő Christian Palinra, aki ekkor a francia Adaggio zenekar énekese volt. Christian 2009 novemberében kezdett neki az énekfelvételeknek Franciaországban, azonban ezt sosem fejezték be, és útjaik külön váltak. Ezután ismét énekes keresésre kényszerültek, és egy véletlen folytán találták meg Nagy Gábort 2010 márciusában. A 2007-es At The Gates kislemez megjelenése óta dobos fronton is csere történt. Egészségügyi problémái miatt Kern Péter nem tudta tovább folytatni a közös munkát, helyére Ágota Balázs érkezett. Az ő játéka hallható a Judas lemezen.
Az album szinte mindegyik dala 2008 után íródott, tehát nem nyúltak vissza régi témákhoz, hanem szinte kizárólag friss ötletekből merítettek. Az egyik kivétel az "At The Gates", ami azért került fel a lemezre, hogy egyfajta átmenetet képezzen a zenekar múltja és jövője között.

## Lemezcím és borító
Az At The Gates-en szereplő megkísértés után a történet folytatásában maga a megkísértett személy vált a főszereplővé, aki a bibliai párhuzam miatt a Judas nevet kapta. Egyszerűsége és tartalmas jelentése miatt a lemez is róla lett elnevezve.
A borítót újra Havancsák Gyula készítette. A frontoldalon Wiseman, valamint mögötte, a barlang bejáratánál, a mesterét eláruló Judas látható, késsel a kezében. Bizonyára számít az öreg bölcs az őt érő támadásra, tekintete mégis nyugalmat sugároz. Az előtte lévő ősi ingatáblába mágikus rúna jelek vannak vésve, több gyűrűre osztva azt. A külső körön lévő felirat a lemez történetét összefoglaló idézet első fele. A teljes idézet így szól Marcus Aurelius tollából:
"The soul of man does violence to itself, first of all, when it becomes an abscess and, as it were, a tumour on the universe, so far as it can."
A belső körön különböző védelmi jelek láthatók. Az arra hivatottaknak az inga segítségével ezek előre jelzik, ha támadás érkezik valahonnan. Középre pedig a Wisdom logó W betűje került, szimbolizálva azt, hogy aki egész életében a helyes utat követi, annak útja az örök bölcsességbe vezet, ami mindennek a középpontja.

## Wiseman története (Judas)
"Hosszú hónapok teltek el, mialatt megigézett lelkét egyre jobban mérgezte a gyűlölet WISEMAN és annak tanítása iránt. Judas a megfelelő alkalmat kereste szörnyű tettének végrehajtásához, elárulva ezzel mindazt, amiben hitt, és mindazokat, akik közé tartozott. Az Ördög által sugallt sötét terv a bölcs vezető elpusztítására ösztönözte, s szeme előtt már csak e cél lebegett. Ha a végzet beteljesül, a mindent felemésztő gonosz erők hatalmának utolsó ellenállása is örökre megszűnne, megfékezhetetlenül terjedhetne tovább a káosz a világban, és nem létezne többé senki, aki megállíthatná..."

## Dalok

### "Fallin' Away From Grace"
"Man is born free, and everywhere he is in chains."
/JEAN-JACQUES ROUSSEAU/
A "Fallin' Away From Grace"-nek eredetileg vontatottabb tempója volt, hónapokig formálódott és számtalanszor át lett írva mire elnyerte a végleges formáját. Ugyanez igaz a szövegére is, mely nagyon súlyos üzenetet hordoz. A nagyszámú emberéletet követelő sorscsapások és katasztrófák ihlette dalszöveg szerint bármit tehet az ember, sorsa sokkal nagyobb erők kezében van, amit nem tud befolyásolni, vagy irányítani. De nem elég a sok sorscsapás, néhány eltévelyedett ember gyermeteg ideológiák nevében öl és pusztít.

### "Somewhere Alone"
"Look around you, remember that you are mortal."
/TERTULLIANUS/
A menetelős "Somewhere Alone" a zenekar háborúellenes nézeteit közvetíti. Szövege egy férfiről szól, aki egy csata egyedüli túlélőjeként elgondolkozik azon, hogy mi az értelme ennek a sok öldöklésnek, szenvedésnek. Valószínűleg nem véletlen, hogy ő az egyetlen, aki életben maradt, ő volt a kiválasztott. De mi az értelme egy csata egyedüli túlélőjének lenni? A "Somewhere Alone" a magyar Hír Televízió Paletta című műsorának állandó szignálja.

### "Age Of Lies"
"We must be the change we wish to see in the world."
/GANDHI/
Az "Age Of Lies" közvetlenül a Words Of Wisdom lemez megjelenése után született, ez volt az első szám, amely elkészült az új albumra, eredetileg még "h" hangolásban. Később hozzá lettek igazítva a témák a végső hangfekvéshez, hogy az ének az eredeti tartományban maradhasson. Szövegileg is több változást megért a szerzemény, hiszen eredetileg még a boszorkányüldözésekről szólt, aztán végül teljesen más tartalmat nyert. Lényegében a régi világokat és a mai időket állítja párhuzamba, miszerint az elmúlt 1000 évben semmi nem változott: valaki mindig uralkodni akar mások felett, és ennek eléréséhez semmilyen eszköz nem túl drága.
Az "At The Gates" mellett ez volt az a dal, mellyel Nahi távozása az új énekest keresték. Az "At The Gates" eredeti verzióját mindenki hallhatta, így fel tudtak készülni rá, viszont ennél már csak magukra hagyatkozhattak az énekes-jelöltek.

### "Live Forevermore"
"The soil of their native land is dear to all the hearts of mankind."
/MARCUS TULLIUS CICERO/
A "Live Forevermore" az első neoklasszikus hatású Wisdom szerzemény, mely a barokk zenére alapuló Malmsteen-es vonalat követi. A zenekar egyik legnagyobb slágere, megszületése óta kihagyhatatlan a koncertekről. Népszerűségét az is növelte, hogy erre a dalra készült a lemez első videóklipje is, ahol az új énekes arcát maszk takarta még. Témája is nagyon megfogta a hazai közönséget, ugyanis szimbolikusan Magyarország viszontagságos történelméről szól.

### "Wander The World"
"Wandering re-establishes the original harmony which once existed between man and the universe."
/ANATOLE FRANCE/
A "Wander The World" az első triola ütemű dala a zenekarnak. Szerkezete igen egyszerű, és igazán kellemes, vidám hangulatot áraszt. Témája a vándorlás mindenféle kötöttségek és szabályok nélkül, teljes szabadság, igazi felhőtlen, boldog életérzés.

### "Heaven And Hell"
"Who has a harder fight than he who is striving to overcome himself."
/THOMAS A KEMPIS/
A "Heaven And Hell" az egyik legsikeresebb Wisdom mű, melyhez hozzájárult a Dégi arborétumban forgatott filmszerű videóklip is. Dallamait és témáját Kovács Gábor lelki vívódása ihlette, mely a dal születése idején gyötörte. Egy kettősségről szól, valakiről, aki néha nagyon mélyen, máskor meg nagyon fenn érzi magát, és ezt az ingázást már elég nehezen tudja feldolgozni. A nóta egyedi felépítésű lett és hangulatilag is egy új szint hozott a Wisdom világába.

### "Silent Hill"
"Where there is mystery, it is generally suspected there must also be evil."
/LORD BYRON/
A "Silent Hill" az első olyan szerzemény, amely nem az eddig megszokott (Kovács Gábor zene – Molnár Máté dalszöveg) felosztásban készült, hanem Molnár Máté első önálló dala. Ennek ellenére a zene vidámabb hangulatához nem passzol tökéletesen a hírhedt amerikai város vérfagyasztó legendája. A téma alapját az azonos című hollywoodi film, és Silent Hill mitikus történetének egyvelege szolgáltatta. Először a film keltette fel Máté érdeklődését, utána kezdett el érdeklődni a valódi háttere iránt.

### "At The Gates"
"All hope abandon, ye who enter here!"
/DANTE ALIGHIERI/
Az "At The Gates" még azokban az időkben készült, amikor Nachladal István és a zenekar útjai külön váltak és Kiss Zoltán segítette ki a zenekart. Az ő hangjával 2007-ben meg is jelent ez a szám egy kislemezen. 4 évvel később a következő sorlemezre azért került fel, mivel ez volt az a dal, amit az összes későbbi énekes-jelölt elénekelt a meghallgatásokon, így átmenetet képez a zenekar múlja, jelene és jövője közt. A hangszerelés ugyan semmit sem változott az eredetihez képest, mégis teljesen újra fel lett véve.

### "The Prodigal Son"
"A man should never be ashamed to own that he has been in the wrong, which is but saying... that he is wiser today than yesterday."
/JONATHAN SWIFT/
A "The Prodigal Son"-t a tékozló fiú története ihlette. Számtalan feldolgozása készült már szinte minden művészeti ágban, itt egy lágyabb, rockos színezetet kapott. A "Wander The World" mellett ezt a legritkábban játszott szám a Judas lemezről.

### "Judas"
"Sin goes in a disguise, and thence is welcome; like Judas, it kisses and kills; like Joab, it salutes and slays"
/GEORGE SWINNOCK/
A lemez címadó dala a "Judas", a thrash-es rifftől kezdve a modernebb szaggatáson, folkos hatású dallamokon, lírai énekeken át, egészen a klasszikus power témákig mindent tartalmaz. Ennek ellenére hangulatilag végig karakteres, és egységes tud maradni. Mint minden címadó tétel, ez is Wiseman történetéről szól, arról a pillanatról, amikor Judas épp elárulni készül mesterét. Judas szerepét Mats Levén játssza, aki valamikor Yngwie Malmsteennál, később pedig a Therionban és számtalan más zenekarban is énekelt.
Annak ellenére, hogy egy több mint 6 és fél perces dalról van szó, szinte kihagyhatatlan a koncertműsorból. Gyakran a fellépések záró taktusa, de számtalan alkalommal nyitódalként is hallható.

### "Strain Of Madness" (Japán bónusz dal)
"All people want is someone to listen"
/HUGH ELLIOT/
Az előző lemez japán licenc szerződésének egyik kitétele volt, hogy az Ázsiában megjelenő kiadvány legalább egy bónusz dalt is kell tartalmazzon. Mivel várható volt az érdeklődés az új lemezzel kapcsolatban is, ezért már a stúdiós időszakban készült egy bónusz felvétel, kimondottan a japán kiadás számára. A 2004-es Wisdom EP egyik dalát, a "Strain Of Madness"-t dolgozták át: zeneileg mélyebb hangolást kapott, illetve a szövege is módosult néhány helyen, de a mondanivaló megmaradt. Ebben a formájában a "Strain Of Madness" élőben még sosem lett előadva.

### "All Alone" (Amerikai és nemzetközi bónusz dal)
"All of our unhappiness comes from our inability to be alone"
/BRUYÉRE/
A japán licencszerződésen kívül érkezett egy ajánlat az amerikai CD InZane LLC kiadótól is, mely szintén egy bónusz dalt kért a lemez amerikai verziójának kiadására. Több olyan szerzemény már nem volt a raktáron, amit fel lehetett volna használni ilyen célra, ezért az At The Gates kislemezen szereplő "All Alone"-t vették fel Nagy Gábor hangjával. Ez a lírikus dallamaival és akusztikus hangszerelésével új színt is adott a lemezhez, mivel ilyen jellegű szám nem szerepelt rajta.
Nem sokkal később az ausztriai székhelyű Noise Art Records kereste meg a zenekart egy újabb ajánlattal, mely azokra az országokra vonatkozott, ahol addig nem jelent még meg a lemez. Itt is szükség volt egy bónusz dalra, melyre szintén az "All Alone" lett kiválasztva, ugyanaz a verzió, mint ami az amerikai kiadáson is megjelent.

## Fogadtatás
Az első nagylemez megjelenése óta meglehetősen viharos öt év telt el a zenekar életében. Három év kényszerszünet után turnékkal és más különleges megjelenésekkel hozták vissza magukat a köztudatba, így nagy érdeklődés előzte meg a Judas-t, ami a HammerWorld magazin mellékleteként való megjelenés miatt rengeteg helyre eljutott, ugyanúgy, mint annak idején a Wisdom EP.
Habár a hazai sajtó visszafogottabban nyilatkozott a lemezről, a hallgatók körében nagyon sikeres lett, és egy csapásra elfogadták az új énekest is. Számtalan ajánlat érkezett külföldről is a lemez kiadására, és hosszú tárgyalások után végül Japánban a Spinning Records, Észak- és Dél-Amerikában a CD InZane LLC, a világ többi részén pedig a Noise Art Records gondozásában jelent meg a Judas.

## Lemezbemutató koncert és turné
A Judas hivatalos bemutatója 2011. december 17-én volt az ötödik Keep Wiseman Alive keretei közt, Magyarországon, a budapesti Club202 színpadán. A koncerten a "Wander The World" és a "The Prodigal Son" kivételével a teljes lemezanyag elhangzott. A lemezbemutató turnéra 2011 októbere és decembere között került sor az X Wise Years turné keretében, mely egyben a zenekar 10 éves fennállását is ünnepelte és az ország 10 nagyvárosát érintette. Az album nemzetközi megjelenése után a svéd Sabaton zenekar vendégeként, a 38 ország 58 városát felölelő, 2012 szeptembere és 2013 áprilisa között lezajlott Swedish Empire turné során Európában is bemutatásra került a lemez.

### A lemezbemutató koncerten játszott dalok
Fallin' Away From Grace / Somewhere Alone / Holy Vagabond / Age Of Lies / Fate / King Of Death / Live Forevermore / Take Our Soul / Judas Priest – Night Crawler / Victory / Silent Hill / Wheels Of The War / Heaven And Hell / Unholy Ghost / Evil Disguise / Bon Jovi – You Give Love A Bad Name / At The Gates / Wisdom /// Judas / Strain Of Madness

## Dallista
| 1.    | Fallin' Away From Grace | Molnár Máté | Kovács Gábor | 4:18 |
| 2.    | Somewhere Alone         | Molnár Máté | Kovács Gábor | 4:05 |
| 3.    | Age Of Lies             | Molnár Máté | Kovács Gábor | 3:29 |
| 4.    | Live Forevermore        | Molnár Máté | Kovács Gábor | 3:34 |
| 5.    | Wander The World        | Molnár Máté | Kovács Gábor | 3:33 |
| 6.    | Heaven And Hell         | Molnár Máté | Kovács Gábor | 4:12 |
| 7.    | Silent Hill             | Molnár Máté | Molnár Máté  | 3:14 |
| 8.    | At The Gates            | Molnár Máté | Kovács Gábor | 3:32 |
| 9.    | The Prodigal Son        | Molnár Máté | Kovács Gábor | 3:26 |
| 10.   | Judas                   | Molnár Máté | Kovács Gábor | 6:43 |
| 40:06 |                         |             |              |      |

| 11. | All Alone (újraénekelt verzió) | Molnár Máté | Kovács Gábor | 2:49 |

| 11. | All Alone (újraénekelt verzió) | Molnár Máté | Kovács Gábor | 2:49 |

| 11. | Strain Of Madness (újra felvett, átírt verzió) | Molnár Máté | Kovács Gábor | 4:09 |

## Közreműködők
Wisdom
- Nagy Gábor – ének
- Kovács Gábor – gitár, vokál
- Galambos Zsolt – gitár
- Molnár Máté – basszusgitár
- Ágota Balázs – dob

Technikai közreműködők
- Kovács Gábor – zenei rendező, hangmérnök, mastering
- Mats Levén – vendég énekes ("Judas")
- Kiss Zoltán, Mező Zoltán, Philipp György, Mikecz Kornél – vokálok
- Havancsák Gyula – borítóterv, grafika
- Kovács Levente – zenekarfotók